# المعهد الوطني للفنون المسرحية
المعهد الوطني للفنون المسرحية (بالإنجليزية: National Institute of Dramatic Art)‏ هي مدرسة الفنون، ومسرح، تأسست في 1957، في أستراليا.